# Basketball Cup (vrouwen)
De Basketball Cup voor vrouwen is de bekercompetitie van de Nederlandse Basketball Bond. Deze competitie wordt elk jaar gehouden en bestaat uit een systeem waarin twee teams steeds tegen elkaar spelen en enkel de winnaar naar de volgende ronde gaat. Elke club kan zich inschrijven voor de beker, maar vanaf de achtste finales zijn het toch voornamelijk Eredivisie- en promotiedivisie-teams met af en toe een teams uit de eerste divisie of het rayon die over zijn. De bekercompetitie staat los van de reguliere competitie, dus teams uit het hele land kunnen elkaars opponent zijn. Van 1980 tot en met 1987 werd er geen A-bekercompetitie gespeeld.
Sinds 2010 wordt er bij de dames om de Carla de Liefde-Trofee gespeeld.

## Winnaars
- 1948: Westerkwartier Amsterdam
- 1949: Westerkwartier Amsterdam
- 1950: Blue Stars Diemen
- 1951: Westerkwartier Amsterdam
- 1952: Westerkwartier Amsterdam
- 1953: Blue Stars Diemen
- 1954: Blue Stars Diemen
- 1955: Blue Stars Diemen
- 1956: Blue Stars Diemen
- 1957: Blue Stars Diemen
- 1958: Blue Stars Diemen
- 1959: Blue Stars Diemen
- 1960: Landlust Amsterdam
- 1961: niet gespeeld
- 1962: Blue Stars Diemen
- 1963: -
- 1964: -
- 1965: -
- 1966: -

- 1967: AMVJ Amsterdam
- 1968: Blue Stars Diemen
- 1969: Blue Stars Diemen
- 1970: -
- 1971: Fiat Stars Diemen
- 1972: Fiat Stars Diemen
- 1973: Fiat Stars Diemen
- 1974: Gerard de Lange BC Amsterdam
- 1975: Gerard de Lange BC Amsterdam
- 1976: Gerard de Lange BC Amsterdam
- 1977: Disco Dansers Rotterdam-Zuid
- 1978: Radio Musette Rotterdam-Zuid
- 1979: BOB Oud-Beijerland
- 1980 t/m 1987: geen A-bekercompetitie gespeeld
- 1988: BV Hoofddorp
- 1989: BV Hoofddorp
- 1990: Luba Rotterdam-Zuid
- 1991: Luba Rotterdam-Zuid
- 1992: Amiga Den Helder

- 1993: Amiga Den Helder
- 1994: DVZ Grasshoppers
- 1995: DVZ Grasshoppers
- 1996: BV Hoofddorp (promotiedivisie)
- 1997: Rapid Service Den Helder
- 1998: NUVA Den Helder
- 1999: NUVA Den Helder
- 2000: Celeritudo Groningen
- 2001: Perik Jumpers Tubbergen
- 2002: BV Lely Amsterdam
- 2003: Perik Jumpers Tubbergen
- 2004: Dressguard Binnenland Barendrecht
- 2005: Perik Jumpers Tubbergen
- 2006: ProBuild Lions Landsmeer
- 2007: Yellow Bike Den Helder
- 2008: ProBuild Lions Landsmeer
- 2009: ProBuild Lions Landsmeer

## Carla de Liefde Trofee

### Finales
Gebruikte vlaggen zijn van de thuisplaats van de club
| Seizoen | Winnaar                         | Score          | Runner-up                       | Hal                      | Plaats         |
| ------- | ------------------------------- | -------------- | ------------------------------- | ------------------------ | -------------- |
| 2009–10 | Probuild Lions Landsmeer        | 65–63          | HLB Accountants Den Helder      | Topsportcentrum          | Almere         |
| 2010–11 | Wereldtickets.nl Leiderdorp     | 76–59          | Probuild Lions Landsmeer        | Topsportcentrum          | Almere         |
| 2011–12 | Lekdetec.nl Batouwe Bemmel      | 62–57          | Probuild Lions Landsmeer        | Topsportcentrum          | Almere         |
| 2012–13 | Probuild Lions Landsmeer        | 69–62          | Challenge Sports CBV Binnenland | Topsportcentrum          | Rotterdam      |
| 2013–14 | Challenge Sports CBV Binnenland | 78–66          | Lekdetec.nl Batouwe Bemmel      | Arcushal                 | Wijchen        |
| 2014–15 | Lintex CBV Binnenland           | 75–61          | Lekdetec.nl Batouwe Bemmel      | Arcushal                 | Wijchen        |
| 2015–16 | Lekdetec.nl Batouwe Bemmel      | 66–57          | Lintex CBV Binnenland           | De Driesprong            | Barendrecht    |
| 2016–17 | Lekdetec.nl Batouwe Bemmel      | 86–67          | Solar-Systemen Grasshoppers     | Cleyn Duin               | Katwijk        |
| 2017–18 | Solar-Systemen Grasshoppers     | 80–64          | Renes CBV Binnenland            | De Driesprong            | Barendrecht    |
| 2018–19 | Loon Lions                      | 65–59          | Lekdetec.nl Batouwe Bemmel      | De Driesprong            | Barendrecht    |
| 2019–20 | Dozy BV Den Helder              | 70–63          | 4Consult/Binnenland             | De Driesprong            | Barendrecht    |
| 2020–21 | Niet gespeeld1                  | Niet gespeeld1 | Niet gespeeld1                  | Niet gespeeld1           | Niet gespeeld1 |
| 2021–22 | Sportiff Grasshoppers           | 62–59          | Den Helder SUNS                 | Cleyn Duin               | Katwijk        |
| 2022–23 | Den Helder SUNS                 | 92–76          | TopKip Lions                    | Indoor Centrum Landsmeer | Landsmeer      |
| 2023–24 | Sportiff Grasshoppers           | 70–64          | TopKip Lions                    | Topsportcentrum          | Almere         |
| 2024–25 | GBI van Dijk Grasshoppers       | 88–69          | Den Helder SUNS                 | Sportcampus Zuiderpark   | Den Haag       |

Noten:
- ^1 – Vanwege de Coronapandemie werd de Bekerfinale uitgesteld en uiteindelijk niet gespeeld.